# Anne Sylvestre

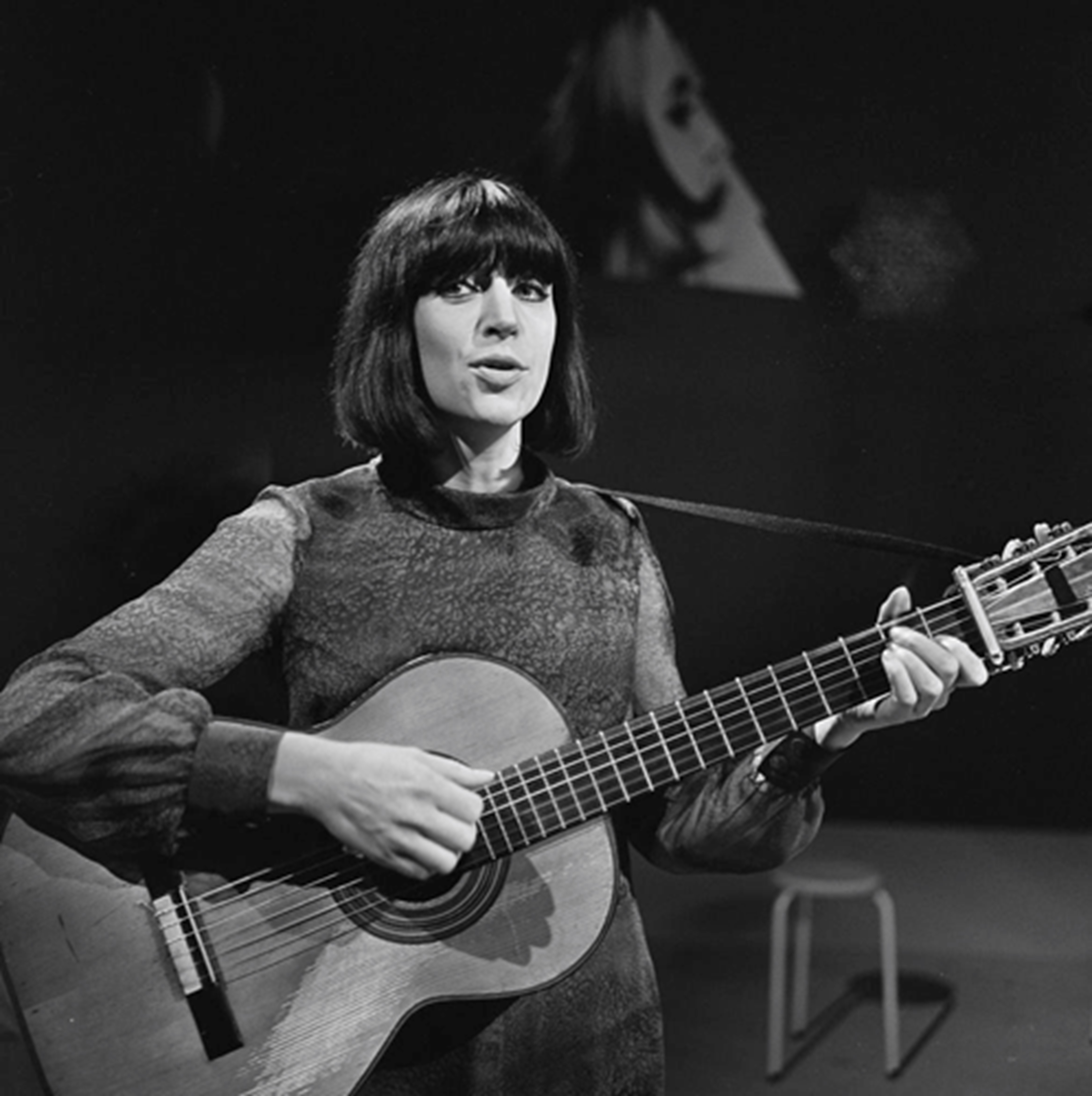
Anne Sylvestre (1965)

Anne Sylvestre (* 20. Juni 1934 in Lyon; † 30. November 2020 in Paris), bürgerlich Anne-Marie Beugras, war eine französische Liedermacherin (auteure-compositrice-interprète) und Chanson-Dichterin.

## Etappen des Schaffens

### Die Anfänge (1957–1967)
Ihr Studium der Literatur brach Anne-Marie Beugras ab, um sich unter dem Pseudonym Anne Sylvestre ganz dem Chanson zu widmen. Ihre ersten Auftritte hatte sie im November 1957 im Cabaret „La Colombe“ in Paris und danach in verschiedenen Cabarets der Rive gauche. Sie sang, sich auf der Gitarre begleitend, selbstgeschriebene Lieder.
Im Jahr 1959 erschien ihre erste Schallplatte mit vier Liedern, 1960 die zweite.
Eine Anekdote erzählt, Sylvestre habe damals auf einem Flohmarkt eine ihrer Platten, mit einem Stempel als Besitz eines Radiosenders gekennzeichnet und mit der Notiz „A éviter!“ (Bitte meiden) gefunden. Sylvestres erste Langspielplatten (mit 25 cm Durchmesser) erschienen 1961 und 1962. Für die Hülle der zweiten schrieb Georges Brassens einen Text. Für diese Platte erhielt sie den Prix de l’Académie de la chanson française.
1961 begann sie, nachdem sie 1960 selbst Mutter einer Tochter geworden war, Lieder für Kinder zu texten und aufzunehmen. 1964 erschien ihre erste Schallplatte mit Kinderliedern, Les Fabulettes. Dafür erhielt sie den Grand Prix du Disque der Akademie Charles Cros. Zwischen 1963 und 1967 erhielt sie diesen Preis weitere vier Mal.
1962 trat sie zum ersten Mal in den renommierten Pariser Veranstaltungsorten Bobino (im Vorprogramm von Jean-Claude Pascal) und Olympia (im Vorprogramm von Gilbert Bécaud) auf.
1966 wurde ihr in der Reihe Poètes d’aujoud'hui des Verlages Seghers ein eigener Band gewidmet. Das von Jean Manteaux redigierte Buch enthält ihre gesammelten Texte und eine Monographie. Seghers hatte beschlossen, Texte herausragender Liederdichter neben anerkannten Klassikern der modernen Dichtung zu edieren. Von den französischsprachigen Liedermachern waren dort bereits Leo Ferré, Georges Brassens, Jacques Brel, Charles Aznavour, Félix Leclerc, Charles Trenet und Guy Béart erschienen. Anne Sylvestre war die erste Frau, der diese Anerkennung zuteilwurde, außerdem die Jüngste unter den Genannten. 1967 hatte sie Auftritte im Bobino, im Starprogramm zusammen mit dem kanadischen Liedermacher Félix Leclerc.

### Verweigerte Anpassung
1968 trennte sich Sylvestre von ihrer früheren Plattenfirma (Phillips) und wechselte zu einer kleineren, neu entstandenen (Meys), die sie jedoch 1970 ebenfalls verließ. Zeitweilig ohne Plattenfirma und vermarktendes Management ergab sich eine zweijährige Auftrittspause. Sylvestre blieb zurückhaltend hinsichtlich der Darstellung der zugrunde liegenden Konflikte, doch es soll, begleitet von juristischen Auseinandersetzungen, um den Mangel an Selbstbestimmung gegangen sein.
Künstlerisch gestaltete sie dieses Thema in dem Lied Me v’là (Da bin ich wieder), wie sie 1973 bei und nach dem Konzert im Théâtre des Capucines in Paris erzählte. Dieses Konzert zeigte, dass Anne Sylvestre auch nahezu ohne Werbung und Medienpräsenz ein treues, begeisterungsfähiges Publikum hatte, und der Erfolg ermutigte sie, eine eigene Plattenfirma zu gründen (Sylvestre), mit der sie 1974 eine neue Langspielplatte herausgab. Nach Versuchen mit einem eigenen Vertrieb arbeitete das Label „Sylvestre“ bezüglich der Verkaufsorganisation mit verschiedenen Firmen zusammen.

### Die Lieder für Kinder
Das Unterfangen solcher relativ unabhängiger Produktion hätte wirtschaftlich ein größeres Risiko bedeutet, wenn nicht die inzwischen sehr erfolgreichen Lieder für Kinder ein sicheres Fundament geboten hätten. Sylvestre bot im eigenen Label immer wieder neue „Fabulettes“ auf Tonträgern an. Für einen Teil der Öffentlichkeit ist sie ausschließlich als Autorin von Kinderliedern bekannt.

### Die Lieder für Erwachsene
Sylvestre brachte kontinuierlich neue Schallplatten oder CDs mit ihren Liedern für Erwachsene heraus und stand mit diesen auch immer wieder auf der Bühne.
Ihr frühes Repertoire erinnert in mancher Hinsicht an Volkslieder und ist geprägt von Bildern aus einer dörflichen Umwelt. Was sich da auf den ersten Blick in die Tradition eingliedert, enthält jedoch Hintergründiges, Ironisches und Unangepasstes. Sylvestre beschreibt die Bildwelt, aus der sie damals schöpft, als verfremdende Projektionsfläche, die die Inhalte leichter transportierbar macht.
Mit wenigen Ausnahmen sind Sylvestres Lieder aus einer Frauenperspektive geschrieben. Sie zeigen Selbstbewusstsein und den Wunsch nach einer Nähe, die nicht den Verlust der eigenen Identität bedeutet. Die Lieder rütteln oft an Vorurteilen und Rollenklischees, wenden sich gegen Ausgrenzung, treten auf unplakative Weise für Toleranz ein. Relativ bekannt wurde ihr frühes Chanson Mon mari est parti (Mein Mann, der ging fort), ein Lied gegen den Krieg, in dem eine scheinbar naive Frau über die Abwesenheit ihres Mannes spricht. 1969 macht sich Sylvestre über das Warten auf „den Märchenprinzen“ lustig. In den 1970er Jahren entstehen Lieder, die noch deutlicher feministisch sind:
Non tu n’as pas de nom zeichnet eine Frau in der schwierigen Situation, ihr Kind nicht austragen zu können. Im ironisch augenzwinkernden Clémence en vacances befreit sich die nicht mehr junge Clémence von der ewigen Hausarbeit und inspiriert andere, auch mal „Ferien“ davon zu machen. Douce maison beklagt in metaphorischer Form eine Vergewaltigung. La faute à Ève nimmt ironisch die Schuldzuschreibungen gegenüber der biblischen Eva aufs Korn. Petit bonhomme karikiert einen Mann, der Frauen gegeneinander ausspielen und benutzen will, gegen den die Frauen sich aber zusammenschließen.
Auch Frangines ist ein Lied über den solidarischen Zusammenschluss von Frauen, und Une sorcière comme les autres wendet sich gegen die Lasten und die klischeehaften Rollen, die Frauen aufgebürdet werden.
Ganz konkret wenden sich mehrere ihrer Liedern gegen die Erwartung, dass die Frau schlank und hübsch zurechtgemacht sein müsse.
Zwischen 1998 und 2006 sind es Wasser, Wind und Vegetation, die das Rahmenthema für Sylvestres Konzerte und Tonträger bilden. Dabei geht es um den Umgang des Menschen mit der Natur und um soziale, menschliche Belange, um Wünsche und Ziele, um Sinnbildliches.
Als Beispiel das Programm, mit dem sie bis Mitte 2006 auftrat: Unter der Überschrift Les chemins du vent (Die Wege des Windes) gibt es Lieder über Lebenswege, etwas Spielerisches über das eigene Auto, aber auch historische Bezüge wie jüdische Kinder, die vor Verfolgung auf dem Dachboden versteckt wurden, und Frauen in Bagdad, die ihre Kinder mit Kaiserschnitt zur Welt bringen ließen, bevor die amerikanischen Bomben fielen und es eventuell kein Wasser mehr gab. (20. März 2003).

### Weiterentwicklung seit 1986 und Kooperationen
Im Jahr 1986 nahm Sylvestre an einem Konzert zu Ehren von Georges Brassens teil. Ebenfalls 1986 war sie mit einem eigenen Programm im Olympia.
1988 trat sie zusammen mit der Kanadierin Pauline Julien unter dem Titel Gémeaux croisées auf. Bei diesem Konzert unter der Regie von Viviane Théophilidès verzichtete sie erstmals ganz auf die Gitarre, die schauspielerische Gestaltung war bedeutungsvoller.
1989 sang und spielte sie in dem Theaterstück Calamity Jane, für das sie auch die Lieder schrieb. 1993 schuf sie mit Lala et le cirque du vent ein musikalisches Theaterstück für Kinder.
Im September 2007 feierte Sylvestre ihr 50-jähriges Bühnenjubiläum mit fünf Konzerten im Pariser Trianon in dem Programm Mon Jubilé. Etwa 30 bekannte Künstler gratulierten am Ende dieses Konzerts auf der Bühne und sangen mit Sylvestre zusammen eines ihrer bekanntesten frühen Lieder: T’en souviens-tu la Seine? (Erinnerst du dich, Seine?).
Mit dem Jubiläumsprogramm trat Sylvestre danach in vielen Städten Frankreichs, in Belgien und der Schweiz auf. Sie wurde zu mehreren Festivals eingeladen, bei Chansons de Parole in Barjac als krönender Abschluss. Angesichts des Erfolgs all dieser Auftritte gab es im Januar 2009 erneut Konzerte im Trianon in Paris. Für ihr Lebenswerk erhielt Sylvestre im selben Jahr einen weiteren Preis der Académie Charles Cros.
Ebenfalls 2009 entwickelten und präsentieren Anne Sylvestre und Serge Hureau die Veranstaltung Bêtes à Bon Dieu mit Liedern aus der katholisch kirchlichen Tradition und ketzerisch-ironischen Liedern, u. a. mit Sylvestre-Chansons über Scheinheiligkeit und Frauenfeindlichkeit.
Ab 2011 hieß das variierende Bühnenprogramm Sylvestres Au plaisir! und enthielt ältere Lieder von ihr, die längere Zeit nicht gesungen oder weniger beachtet worden waren.
Im Programm Carré de dames mischten Anne Sylvestre und Agnès Bihl 2012 einige ihrer Lieder aus der Frauenperspektive, begleitet von den Musikerinnen Nathalie Miravette und Dorothée Daniel.
Das Programm Juste une femme wurde 2013 zum Erscheinen der gleichnamigen CD vorgestellt. Damit eröffnete Sylvestre auch 2014 das Festival Chansons de Parole in Barjac und feierte so ihren achtzigsten Geburtstag, nachdem sie kurz zuvor auf den Festivals Paroles et Musique und Francofolies de La Rochelle gastiert hatte.

## Musik und Vortrag
Anne Sylvestre komponierte melodisch. Bei den Studioaufnahmen wurde der Gesang von Anfang an durch eine sparsame, aber differenzierte Instrumentierung unterstützt. Bis zu dessen Tod (2003) war François Rauber dafür verantwortlich, der u. a. auch mit Jacques Brel zusammenarbeitete.
Auf der Bühne zunächst nur von der eigenen Gitarre begleitet, kamen erst später andere Instrumente hinzu, sodass Sylvestre 1986 erstmals für einige Lieder die Gitarre beiseite stellte. Seit 1988 beschränkte sie sich im Vortrag auf das Singen, damit sie die Hände frei für theatralischere Gestaltung hatte, was sehr zur Intensivierung der Wirkung beitrug.

## Engagierte Liedermacherin?
In ausgewogenem Mischungsverhältnis sang Sylvestre Ironisches, Verspieltes, Nachdenkliches bzw. zum Nachdenken Anregendes, emotional Berührendes. Fast immer waren es menschliche Alltagsgeschichten. Sylvestre vertrat dabei Menschenrechte, Frauenrechte und war der Natur verbunden, aber sie lehnte alle „ismen“ ab, wollte sich nie von einer politischen oder sozialen Bewegung instrumentalisieren lassen. Auch nicht von der Frauenbewegung, obwohl „feministisch“ die einzige Zuordnung ist, die sie duldete.
Das Recht auf ihre eigene Art des Einsatzes, ihre Perspektive und Schwerpunktsetzung hat sie ebenfalls in Liedern bekundet.
Die Lieder wirken oft sehr persönlich, als Aussage einer einzelnen Person oder als porträthafte Beschreibung einer solchen. Aber in den Texten steckt auch etwas Typisierendes, Übertragbares.

## Die oft vergessene „Große“
Wenn über Anne Sylvestre öffentlich gesprochen oder geschrieben wird, herrscht die Einschätzung vor, dass sie zu den „Großen“ des französischen Chansons gehöre, aber viel zu oft vergessen und nicht ihrer Leistung entsprechend gewürdigt werde. Man weiß zwar, dass es Anne Sylvestre gibt, aber sie ist weniger in den Medien vertreten, als es zeit seines Lebens und in den Jahren nach seinem Tod ein anderer „Großer“ war, mit dem sie zuweilen verglichen wurde: Georges Brassens; auch seltener als die weithin populäre Barbara, die mit ihr zusammen zu den ersten Chansonnièren gehörte, die ihre Lieder selbst komponierten, texteten und instrumental begleiteten.
Nachdem sie selbst die Erfahrung machte, wie schwierig es sein kann, mit guten Texten auf dem Musikmarkt zur Kenntnis genommen zu werden, förderte Sylvestre, soweit es ihr möglich war, jüngere Künstler, indem sie sie für den ersten Teil ihrer Konzerte auswählte. Auf ihrer Webseite gab es zeitweise weniger Informationen über sie selbst als über befreundete Künstler und Künstlerinnen.
Zahlreiche Sänger und Sängerinnen nahmen Lieder von Anne Sylvestre in ihr Programm auf. Im Jahr 2000 gab es mit Bezug auf das vorangegangene Jubiläum eine Gala zu ihren Ehren, in der andere Sänger und Liedermacher Sylvestres Chansons vortrugen und ihrem Einfluss auf das gehobene französische Chanson – also das mit einem gewissen literarischen Anspruch – Rechnung trugen. Sylvestre ist in frankophonen Ländern seit ihrem 50-Jahre-Programm Ende 2007 als eine der Großen wieder ins Blickfeld gerückt.

## Umgang mit der Vergangenheit des Vaters
Anne Sylvestre war immer sparsam mit Aussagen über ihr Familienleben. Ein Tabu jedoch brach sie und erzählte, dass sie sich in ihrer Kindheit und Jugend durch die politische Vergangenheit ihres Vaters stigmatisiert gefühlt habe, der ein bedeutendes Mitglied der rechten Partei Parti populaire français gewesen war und so zum Kollaborateur mit den deutschen Besatzern im Zweiten Weltkrieg wurde. Nach der Befreiung von Paris verschwanden ihr Vater und ihr Bruder nach Deutschland. Später kam der Vater allein zurück, der Bruder war durch einen Bombenabwurf umgekommen. Der Vater wurde zu einer zehnjährigen Gefängnisstrafe verurteilt. Anne Sylvestre war daraufhin sozial isoliert, und so erklären sich auch einige Schwierigkeiten in ihrer späteren Laufbahn. Es war zunächst ihre jüngere Schwester, Marie Chaix, die auch mit der Sängerin Barbara zusammenarbeitete, die die Geschichte des Vaters in einer Buchveröffentlichung aufgriff. Von da an sprach auch Sylvestre über das brisante Thema.

## Diskographie
- 1961: Anne Sylvestre chante
- 1962: Anne Sylvestre n° 2
- 1963: Vous aviez ma belle
- 1964: T'en souviens-tu la Seine
- 1964: Les Fabulettes (Sylvestres erste Schallplatte mit Kinderliedern)
- 1965: Lazare et Cécile
- 1967: Berceuse pour moi
- 1968: Mousse
- 1969: Aveu
- 1971: Abel, Caïn, mon fils
- 1974: Les pierres de mon jardin
- 1975: Une sorcière comme les autres
- 1977: Comment je m’appelle
- 1979: J’ai de bonnes nouvelles
- 1981: Dans la vie en vrai
- 1985: Écrire pour ne pas mourir
- 1986: Tant de choses à vous dire
- 1986: À l’Olympia
- 1988: Gémeaux croisées (Konzert mit Pauline Julien)
- 1989: La ballade de Calamity Jane (Chansons des Theaterstücks)
- 1994: D’amour et de mots
- 1994: Lala et le cirque du vent (Musiktheater für Kinder mit Michèle Bernard)
- 1995: A la Potinière (Live-Album)
- 1997: Chante au bord de la Fontaine
- 1998: Les arbres verts
- 1998: Olympia 1998 Live (2 CDs)
- 2000: Partage des eaux
- 2003: Les chemins du vent
- 2007: Bye Mélanco
- 2007: Mon Jubilé
- 2008: Son jubilé en public (+ DVD)
- 2011: Parenthèses (alte Lieder in neuer Aufnahme, zwei neue Lieder)
- 2013: Juste une femme

(nur LPs und CDs ohne Wiederveröffentlichungen, Zusammenstellungen und ohne die meisten ihrer Kinderschallplatten).
Außerdem (Auswahl):
- 2003: Une heure autour d’Anne Sylvestre (Tranches de scènes, chansons en stock no 1)[2]
- 2008: Intégrale 15 CD Tout Studio (Sammlung aller Studioaufnahmen Sylvestres für Erwachsene)
- 2008: Son Jubilé (DVD)

## Bibliographie
- „Anne Sylvestre“, Liedtexte, Monographie von Jean Monteaux (Editions Seghers, Reihe „Poètes d’aujourd'hui“, no 144), Paris, 1966
- „Anne Sylvestre - Pour de vrai“ , Gespräche mit Monique Detry, 1981
- „Sur mon chemin de mots“, Anne Sylvestre, Paris, 1998
- „Anne Sylvestre“ in Chroniques d’un age d’or, Collectif chanson, Editions Christian Pirot, 2007
- „Anne Sylvestre, Et elle chante encore?“, Autor: Daniel Pantchenko, Biographie Fayard, 2012